# تل عراني
تل الشيخ احمد العريني (تل عراني). يقع إلى الشرق من تل الحسي على طريق تجاري . كـان قديما يربط البحر المتوسط مع بيت جبرين، وتبلغ مساحته حوالي 24 هكتـار ومحصناً خلال المرحلة الانتقاليـة .